# Jaldhaka
Jaldhaka (en bengali : জলঢাকা) est une upazila du Bangladesh dans le district de Nilphamari. En 1991, on y dénombrait 233 885 habitants.